# Laudate
Laudate (lat. Lobt!) ist der Titel mehrerer katholischer Gebet- und Gesangbücher der Jahre 1920–1975.

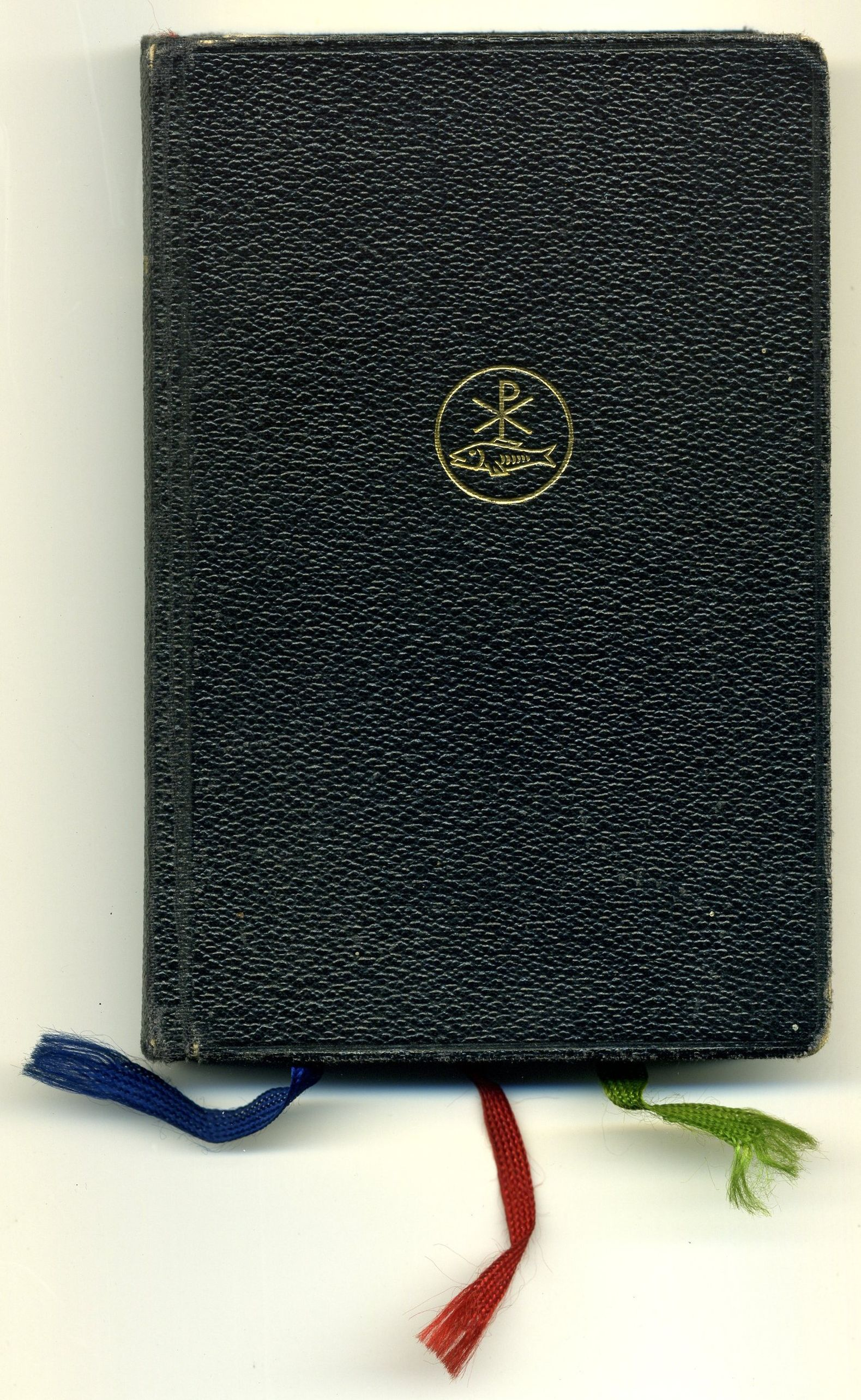
Laudate Bistum Münster – Einband

## Geschichte und Verbreitung
Seit den 1920er-Jahren gab das Bistum Augsburg das erste Gesangbuch Lautete heraus. Eine Ausgabe des Bistums Meißen erschien wenig später. 1927 folgte das Laudate des Bistums Basel und schließlich 1950 das Diözesangesangbuch Lautete des Bistums Münster. Das Münsteraner Laudate erschien von 1950 bis 1969 in mehreren unveränderten Auflagen. Anfang der 1970er-Jahre gab es noch eine Übergangsausgabe, die stark gekürzt nur knapp den halben Umfang der früheren Ausgaben umfasste.
1966 wurde das Basler Laudate durch das für alle deutschsprachigen Schweizer Diözesen verbindliche Kirchengesangbuch (KGB) ersetzt.
Die Laudate der Bistümer Augsburg, Meißen und Münster wurden 1975 vom Gotteslob abgelöst, das für alle deutschsprachigen Diözesen (außer der Schweiz) eingeführt wurde.

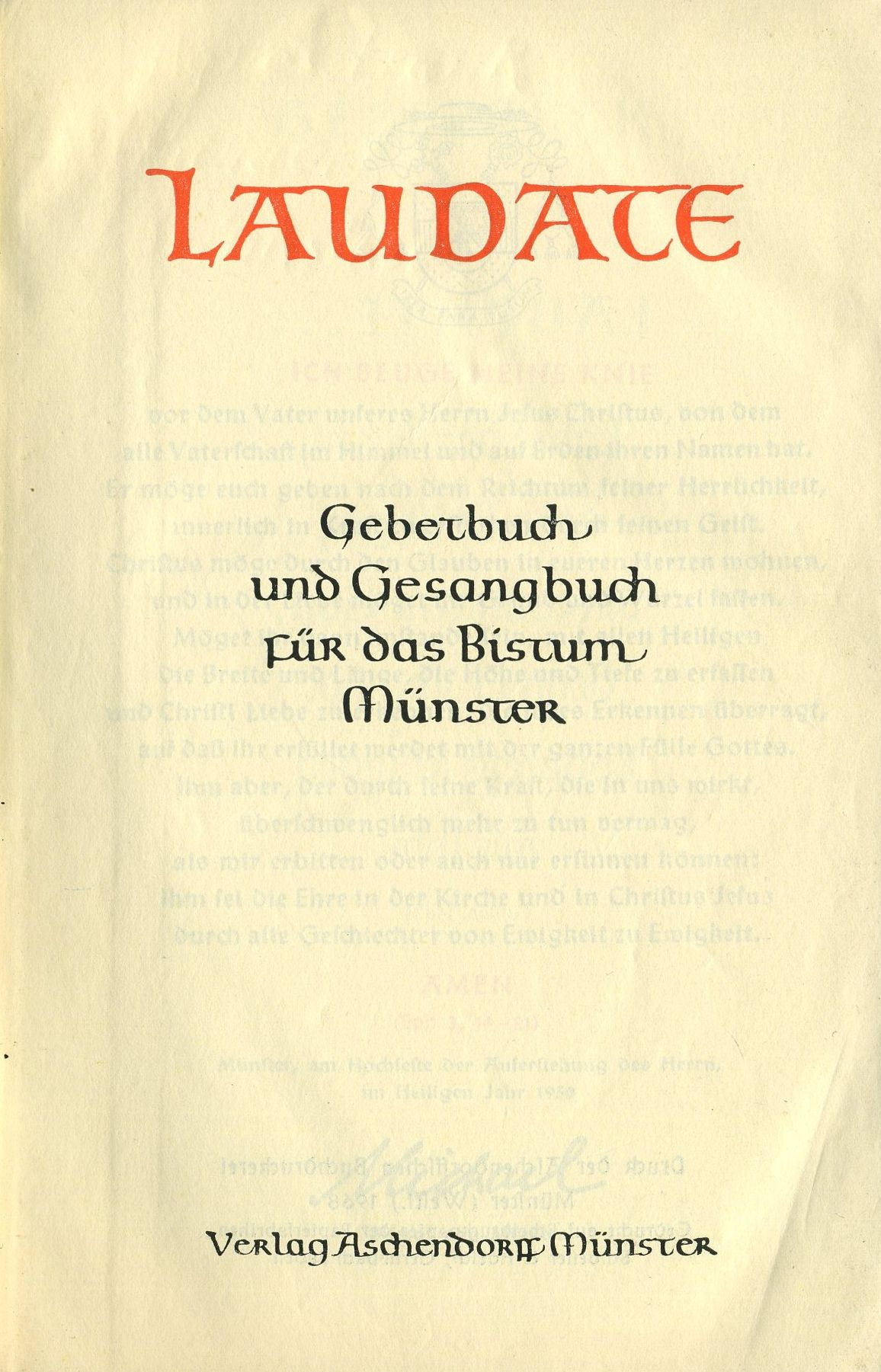
Laudate Bistum Münster – Deckblatt

## Inhalt
Der Gebetsteil enthielt die Grundregeln und -gebete der katholischen Kirche sowie Gebete für die wichtigsten privaten und öffentlichen Anlässe und Lebenssituationen. Dabei kamen die Bedürfnisse der Nachkriegszeit durch besondere Gebete für Kriegsgefallene und Heimatvertriebene zum Ausdruck, aber auch die damaligen gesellschaftlichen Verhältnisse durch Wettersegen und gemeinschaftliche Gebete für die bäuerliche  Familie oder einen besonderen „Vatersegen“, dessen Wirksamkeit damit begründet wurde, dass der Vater in der Familie der Stellvertreter Gottes sei.
Besonders wichtig in der Zeit vor dem Zweiten Vatikanischen Konzil war für den Gottesdienstbesucher der Abschnitt mit sämtlichen lateinischen Texten der Heiligen Messe und anderen liturgischen Feiern: Die deutsche Übersetzung lief parallel auf der gegenüber liegenden Doppelseite. Ähnliches galt für die zahlreichen lateinischen Gesänge, bei denen unter den Noten zuerst die lateinische Textzeile und darunter eine kleinere Übersetzungszeile abgedruckt war.
Die deutschsprachigen Lieder stammten aus dem 16. bis 19. Jahrhundert, Kirchenlieder des 20. Jahrhunderts waren nur vereinzelt vertreten. Ohne sie eigens als ökumenisch zu kennzeichnen, enthielt der Gesangsteil auch etliche Werke protestantischer Komponisten wie Johann Sebastian Bach oder Textdichter wie Paul Gerhardt. Der Reformator Martin Luther blieb als Autor des Liedes Vom Himmel hoch, da komm ich her allerdings ungenannt; stattdessen lautete die Quellenangabe: „zuerst bei W. Triller (wohl älter)“.